# 445308 Volov
445308 Volov este o planetă minoră (asteroid) din centura de asteroizi. A fost descoperită pe 7 martie 2010 la  de  și a fost numită după Panaiot Volov⁠(d). 
Obiectul prezintă o orbită caracterizată de o semiaxă mare de 2,3471041115094 UAi, o excentricitate de 0,091757283135434, o înclinație de 6,4441115105055 ° în raport cu ecliptica.